# José Luis Pérez Contreras
 José Luis Pérez Contreras (nacido el 20 de mayo de 1941 en Atoyac, Jalisco), fue un futbolista mexicano que jugaba en la posición de mediocampista extremo izquierdo. Jugó para el Club Deportivo Guadalajara. 
Producto de la escuela de fútbol del Atlas que dirigía Paco González Gatica, debutó en Primera división mexicana con el Atlas de Guadalajara, para después irse al norte del país a jugar con el Club de Fútbol Monterrey y después probarse con el Club Deportivo Irapuato.
A su regreso a Guadalajara fue contratado por el Club Deportivo Nacional, donde fue observado por el entrenador Arpad Fekete causando una gran impresión en él, por lo que lo llamó a formar parte del Club Deportivo Oro donde logró coronarse campeón en la temporada 1962-63.
Debido a las lesiones que sufrieron Francisco Jara, Javier Valdivia y Raúl Arellano, el Club Deportivo Guadalajara necesitaba de un extremo izquierdo, por lo cual fue contratado para la temporada 1963-64. El Zurdo debutó con el Guadalajara el 11 de julio de 1963 contra el Necaxa en el Estadio Jalisco. 
Además de ser futbolista, Pérez realizaba actividades como el baile folklórico y obtuvo el título de maestro en la escuela normalista. Falleció el 20 de abril de 2012 en Guadalajara Jalisco

## Clubes
| Club                | País           | Año         |
| ------------------- | -------------- | ----------- |
| Atlas               | México         | 1958 - 1959 |
| Monterrey           | México         | 1959 - 1960 |
| Nacional            | México         | 1960 - 1961 |
| Oro                 | México         | 1962 - 1963 |
| Guadalajara         | México         | 1963 - 1964 |
| Cruz Azul           | México         | 1964 - 1965 |
| Irapuato            | México         | 1965 - 1966 |
| Oro                 | México         | 1967 - 1968 |
| Comunicaciones      | Guatemala      | 1968 - 1969 |
| Los Ángeles Croatia | Estados Unidos | 1970        |

- Datos: Q6454569